# Fulham Fire Station

La caserne de pompiers de Fulham est un bâtiment classé Grade II situé au 685 Fulham Road, dans le quartier de Fulham, à Londres.
Il a été construit de 1895 à 1896 et l’architecte en chef était Robert Pearsall. En 1994, il a été rénové et agrandi par le Welling Partnership.

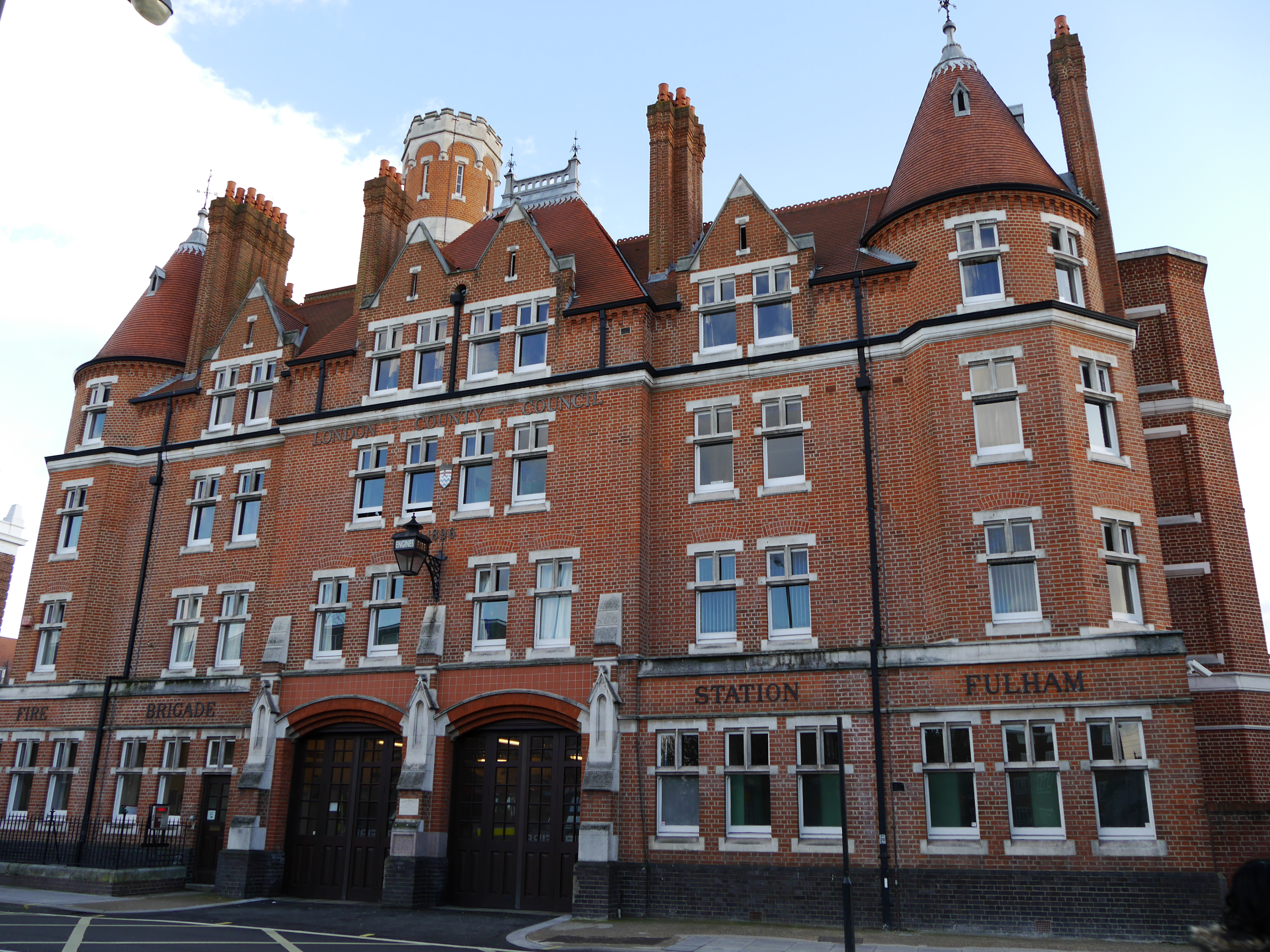
Caserne de pompiers de Fulham en 2014
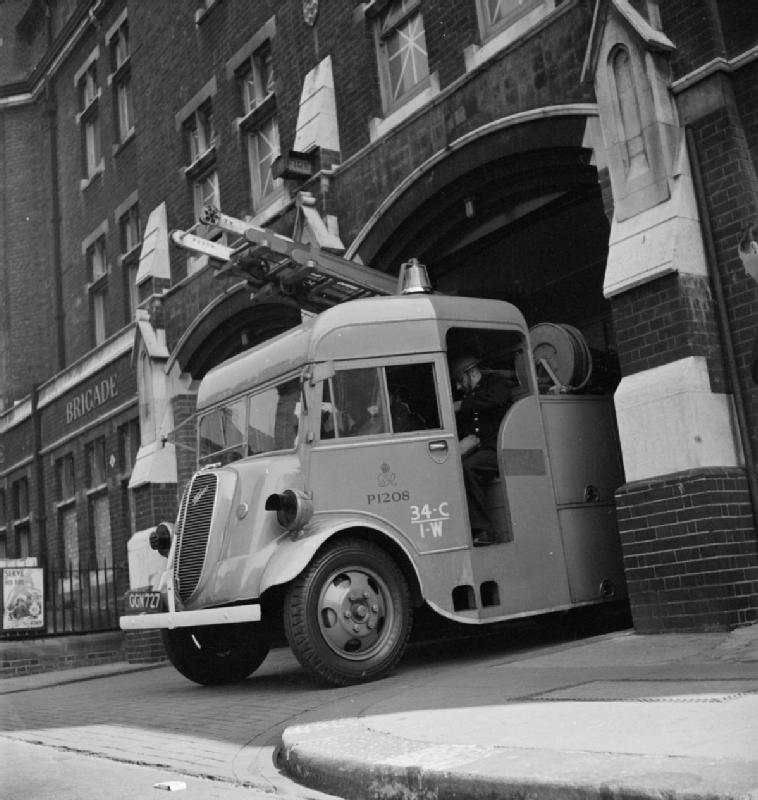
Caserne de pompiers de Fulham en 1942